# Fornícules de Valls
Fornícules de Valls són unes petites capelles del municipi de Valls (Alt Camp).

## Descripció
Les fornícules amb diverses imatges religioses estan situades als murs d'alguns edificis de diversos carrers de Valls. Són nínxols de petites dimensions, que recullen influències d'elements arquitectònics d'estils no uniformes (arcs de mig punt i ogivals, capitells corintis, motllures, rajoles, ...). Les imatges són mostres característiques d'imatgeria popular. L'interès d'aquests elements és fonamentalment tipològic.

## Història
Es tracta de petites capelles distribuïdes a diversos carrers de Valls. En alguns casos la imatge del sant es correspon amb el nom del carrer (Sant Antoni, Sant Sebastià, Sant Pere, ...). No s'ha trobat documentació concreta que faci referència aquests nínxols, encara que alguns d'ells (Santa Anna, Mare de Déu dels Àngels, Sant Pere, ...) apareixen esmentats, sense datar, a l'inventari que Fidel de Mor va realitzar l'any 1927. Possiblement la realització de molts d'ells se situaria dintre del segle xix.